# جیمی فولارتون
جیمی فولارتون (انگلیسی: Jamie Fullarton؛ زادهٔ ۲۰ ژوئیهٔ ۱۹۷۴) بازیکن فوتبال اهل بریتانیا است.
از باشگاه‌هایی که در آن بازی کرده‌است می‌توان به باشگاه فوتبال برنتفورد، باشگاه فوتبال چسترفیلد، باشگاه فوتبال باستیا، باشگاه فوتبال داندی یونایتد، باشگاه فوتبال سنت میرن، باشگاه فوتبال ساوتند یونایتد، باشگاه فوتبال کریستال پالاس، و باشگاه فوتبال بولتون واندررز اشاره کرد.
وی همچنین در تیم ملی فوتبال زیر ۲۱ سال اسکاتلند بازی کرده‌است.